# Niệc đầu trắng
Niệc đầu trắng (danh pháp khoa học: Aceros comatus) là một loài chim trong họ Bucerotidae.. Loài này phân bố ở Đông Dương, tây nam Thái Lan, Malaysia, Borneo và Sumatra. Ở Việt Nam chỉ mới phát hiện ở tỉnh Quảng Trị (Cam Lộ năm 1923)

## Mô tả
Niệc đầu trắng có chiều dài từ 83-102 cm và cân nặng 1,3-1,5 kg. Chim mái lớn hơn chim trống. Bộ lông màu đen và trắng. 
Đầu, cổ, ức và đuôi có màu trắng, trong khi phần còn lại của bộ lông có màu đen. Chúng có chỏm lông đầu màu trắng dựng lên trên một chiếc mào. Giữa mắt và mỏm và trên cổ họng có lớp da trần màu xanh sẫm. Mỏ chủ yếu là màu đen, với cuống hơi vàng. Chim mái có lông cổ cổ và và lông ở mông màu đen.

## Chế độ ăn
Niệc đầu trắng ăn trái cây, thằn lằn, động vật chân khớp và ấu trùng.